# Tony Dawson
Antonio Ray Dawson, detto Tony (Kinston, 25 agosto 1967), è un ex cestista statunitense, professionista nella NBA, in Europa, Asia e Sudamerica.

## Palmarès

### Squadra
- Campionato tedesco: 1

Bayer Leverkusen: 1995-96

### Individuale
- 2 volte All-CBA First Team (1991, 1995)
- Miglior marcatore CBA (1991)